# Verdrag van Sèvres

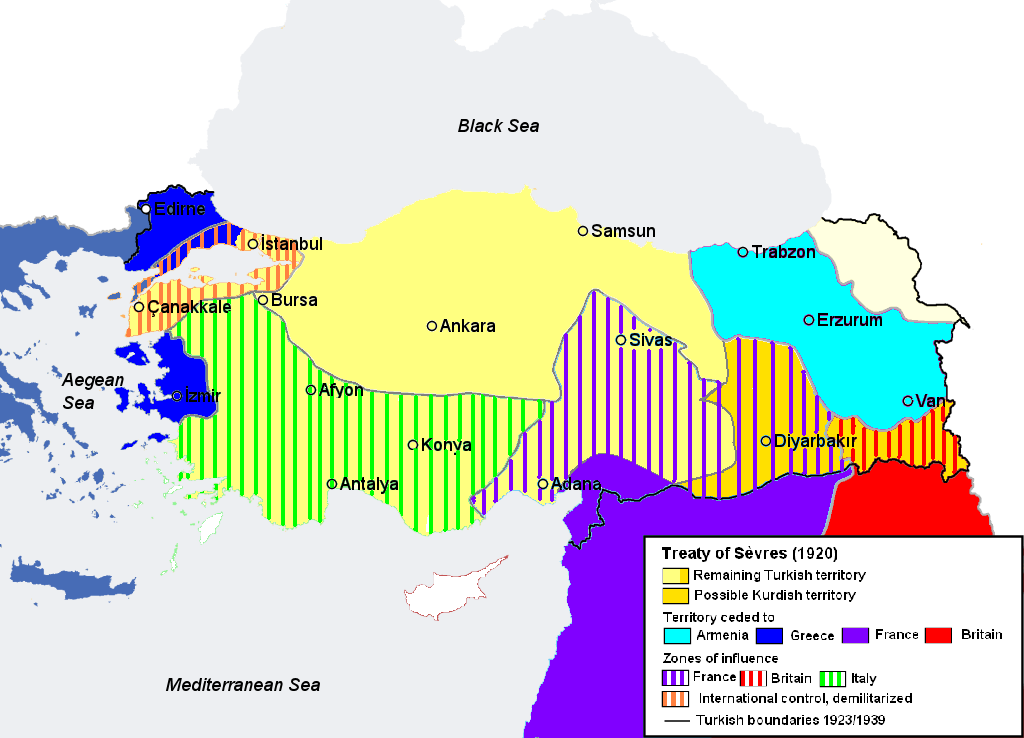
Opdeling van het Ottomaanse Rijk met het Verdrag van Sèvres
Resterend Turks territorium
Mogelijk Koerdisch territorium
Armeens
Grieks
Frans
Brits
Italiaans
Internationaal
Gearceerd: invloedszones

Het Verdrag van Sèvres (of de Vrede van Sèvres) was een vredesverdrag dat op 10 augustus 1920 werd getekend tussen de geallieerden en het Ottomaanse Rijk (of Turkije), na de Turkse nederlaag in de Eerste Wereldoorlog. Het verdrag werd nooit van kracht omdat Turkije het niet ratificeerde. Drie jaar later werd het vervangen door de voor de Turken veel voordeligere Vrede van Lausanne.

## Totstandkoming
Het verdrag met Turkije was het laatste van de vijf vredesverdragen die op de Vredesconferentie van Parijs tot stand kwamen als beëindiging van de Eerste Wereldoorlog. Het duurde liefst anderhalf jaar na het begin van de vredesconferentie voor het verdrag er kwam. 
Door de wapenstilstand van Mudros, die op 30 oktober 1918 was gesloten, was het Ottomaanse Rijk vrijwel aan de genade van de Entente overgeleverd. De Ottomaanse regering kon niet veel meer doen dan zich naar de wil van de Geallieerden te schikken. 
Intussen ontstonden grote tegenstellingen tussen de overwinnaars. Italië maakte krachtens eerdere verdragen onder de Geallieerden aanspraken op grote delen van de kust van Klein-Azië. De Verenigde Staten, die zelf nooit de oorlog aan Turkije hadden verklaard, verzetten zich daartegen. Daarenboven waren er eisen van Griekenland en van de nieuwe Republiek Armenië. 
De Britse premier Lloyd George was zeer pro-Grieks en wilde Griekenland een groot deel van Klein-Azië en vrijwel heel Thracië toekennen, evenals Cyprus en zelfs de Dodekanesos (dat voor de oorlog door Italië was veroverd). De Turken zouden enkel de rest van Klein-Azië behouden. Er was zelfs discussie of er nog een Turkse staat zou overblijven. Wel wilden de Britten dat Constantinopel (Istanboel) Turks bleef om de positie van de sultan als kalief van de soennitische moslims te garanderen. 
Het duurde tot mei 1919 voor de vredesconferentie in Parijs zich over een vrede met Turkije boog. Op voorstel van de Britten kreeg Griekenland toestemming om de streek van Smyrna (Izmir) in het westen van Klein-Azië te bezetten, wat op 15 mei gebeurde. Dat werd beslist zonder overleg met Italië, dat zich tijdelijk van de conferentie had teruggetrokken. Italië had zelf op 6 mei Adalia bezet. Daarop spraken de Grote Vier (Frankrijk, Groot-Brittannië, Italië en de Verenigde Staten) dat het zuiden van Klein-Azië in een Frans en een Italiaans mandaatgebied zou worden verdeeld, terwijl Armenië eventueel een Amerikaans mandaatgebied zou worden.  
De Ottomaanse regering wrong tegen, terwijl in Anatolië een nationalistische beweging onder generaal Mustafa Kemal ontstond, als reactie op de Griekse bezetting van Smyrna. De zaak werd niet verder besproken in de loop van 1919. Intussen kreeg Italië een meer gematigde regering. 
De vredesvoorwaarden met Turkije werden pas geregeld op een Geallieerde conferentie in Londen (februari 1920) en nog gewijzigd op de Conferentie van San Remo (april 1920). In Londen was nog beslist Turks Koerdistan onafhankelijk te maken, maar in San Remo kwam men daarop terug. Daarnaast kwam er een regeling voor de zware schulden van het Ottomaanse Rijk. De plannen voor mandaatgebieden in Klein-Azië vielen weg. Wel werd afgesproken dat Frankrijk en Italië een “invloedssfeer’ zouden behouden. In mei wees de Amerikaanse Senaat een mandaat van de Verenigde Staten af. 
Intussen had de sultan onder Geallieerde druk het Ottomaanse parlement ontbonden, waarna Mustafa Kemal op 23 april de Grote Nationale Vergadering in Ankara bijeenriep, die toegevingen aan de Geallieerden verwierp en de soevereiniteit opeiste voor de gebieden waar de Turken in de meerderheid waren.

## Ondertekening
Toen de Turken de tekst van het verdrag kregen, was de verontwaardiging groot en nam Kemals aanhang nog toe.  
Nadat de Ottomaanse regering tevergeefs wijzigingen had voorgesteld, vond de ondertekening plaats in een toonzaal van de beroemde porseleinfabriek Manufacture nationale de Sèvres, niet ver van Parijs.  
De plechtigheid werd geleid door de Franse premier en minister van Buitenlandse Zaken Alexandre Millerand, maar behalve hij en de Griekse premier Venizelos waren er weinig prominente staatslieden aanwezig. De meeste handtekeningen werden geplaatst door diplomatieke vertegenwoordigers. 

## De bepalingen van het verdrag
- Griekenland kreeg vrijwel heel Oost-Thracië en daarmee toegang tot de Zwarte Zee en de Zee van Marmara. Constantinopel en omgeving zouden het enige Europese deel van Turkije blijven.  Ook de Turkse eilanden Imbros en Tenedos in de Egeïsche Zee moesten aan Griekenland worden afgestaan.

- De “Zeestraten” (de Dardanellen, de Zee van Marmara en de Bosporus) kregen een internationaal gedemilitariseerd statuut met vrije toegang voor alle schepen. Ze werden geplaatst onder het gezag van een internationale commissie, waarin alle grote mogendheden zouden zijn vertegenwoordigd, net als Griekenland en de landen van de Zwarte Zee. Turkije zou pas een vertegenwoordiger in de commissie krijgen als het in de Volkenbond werd toegelaten.

- De Koerdische gebieden zouden binnen het Ottomaanse Rijk autonomie krijgen. De concrete uitwerking hiervan moest echter later gebeuren.

- Smyrna en omgeving bleven voorlopig formeel Turks, hoewel onder Grieks bestuur. Na maximaal vijf jaar zou een verkozen lokaal parlement de definitieve aanhechting bij Griekenland kunnen vragen aan de Volkenbond.

- De republiek Armenië werd uitgebreid met de Turkse vilayets Erzurum, Van, Trebizonde (Trabzon) en Bitlis. De precieze grens tussen Turkije en Armenië zou worden vastgelegd via een arbitrage door de president van de Verenigde Staten.

- Syrië (met inbegrip van het huidige Libanon) en Mesopotamië (Irak) werden mandaatgebieden die op termijn onafhankelijke staten moesten worden.

- Palestina werd een mandaatgebied waar overeenkomstig de Balfour-verklaring het recht van het joodse volk op een nationaal tehuis werd erkend.

- Het Ottomaanse Rijk erkende bovendien de onafhankelijkheid van de Hidjaz en de annexatie van Cyprus, Egypte en Soedan door het Britse Rijk, net als de (van voor de oorlog daterende) afstand van Tunesië aan Frankrijk en van Libië en de Dodekanesos aan Italië.

- Het verdrag bevatte drastische bepalingen voor de bescherming van de niet-Turkse minderheden. Iedere discriminatie werd verboden. Minderheden mochten hun eigen taal en godsdienst gebruiken en eigen scholen en liefdadigheidsinstellingen hebben. Gedwongen bekeringen tot de islam tijdens de oorlog werden nietig verklaard; Vluchtelingen moeten kunnen terugkeren en hun goederen terugkrijgen.

- Het Turkse leger werd beperkt tot 50.000 man, plus een lichtbewapende gendarmerie van maximaal 35.000 man. Een Turkse oorlogsvloot werd verboden.

- De capitulaties (voorrechten en vrijstellingen op handelsgebied) die de Geallieerde landen voor de oorlog bezaten, werden gehandhaafd. Buitenlanders zouden gemakkelijker gebruik kunnen maken van de Turkse havens en spoorwegen.

- De financiën van het Ottomaanse Rijk, met inbegrip van de staatsschuld, de centrale bank en de douane, kwamen onder toezicht van een internationale commissie.

De Franse en Italiaanse invloedssferen in Anatolië waren niet in het verdrag opgenomen.

## Uitvoering
Al bij de ondertekening van het verdrag was de sfeer sceptisch. De Franse oud-president Poincaré noemde sommige bepalingen een krankzinnige blunder, “even breekbaar als het porselein van Sèvres”.  
Niemand was echt tevreden over het verdrag, ook de Grieken niet. Maar het grote probleem was hoe men het verdrag aan de Turkse nationalisten zou opleggen. Geallieerde generaals merkten op dat er minstens 37 divisies nodig zouden zijn om de vrede af te dwingen, maar de Geallieerde legers waren al meer dan een jaar gedemobiliseerd. 
De regering in Ankara won door het Turkse verzet snel invloed ten koste van de regering van de sultan, die intussen weigerde het verdrag te ratificeren. 
De Italianen hielden zich afzijdig en lieten oogluikend wapensmokkel naar de Turkse nationalisten toe. In oktober 1920 kwam Venizelos in Griekenland ten val, waarna de Geallieerden geen steun meer verleenden aan de Griekse eisen in Anatolië. In 1921 besloten de Fransen de regering in Ankara te erkennen en hun troepen terug te trekken, in ruil voor de erkenning van hun economische belangen. Daarmee was het verdrag ten dode opgeschreven. 
Intussen had Sovjet-Rusland een communistisch bewind in de Armeense hoofdstad Jerevan gevestigd dat in oktober 1921 het Verdrag van Kars sloot met Ankara. Daarbij kreeg Turkije alle Armeense gebieden terug, dat het had moeten afstaan. De Armeense bevolking was er volledig weggevlucht. 

## Naar Lausanne
In de Turkse Onafhankelijkheidsoorlog, die tot 1922 zou duren, veroverden de Turkse nationalisten een grondgebied, dat veel groter was dan wat het verdrag van Sèvres voorzag.  
De Geallieerden, die definitief een punt achter de Eerste Wereldoorlog wilden zetten, en bovendien de invloed van communistisch Rusland op Turkije vreesden, besloten daarop met Ankara te onderhandelen over een nieuw vredesverdrag. Dit Verdrag van Lausanne, (1923) zou voor Turkije veel voordeliger worden dan het nooit uitgevoerde Verdrag van Sèvres. 